# Гера
Ге́ра (дав.-гр. Ἥρα) — верховна давньогрецька богиня, відома з доеллінських часів, цариця Неба і богів, покровителька жінок, шлюбу та народження. За класичними уявленнями — старша дочка Кроноса й Реї, вихована в домі Океана й Тетії, сестра і дружина Зевса. Гера імовірно була верховним божеством до встановлення загальногрецького культу Зевса. Покровителька грецького міста Аргос.

## Гера в міфах
Геру народила титаніда Рея від титана Кроноса на острові Самос або в Аргосі. Виховував її Темен в Аркадії, а няньками були чотири пори року. Брат Зевс залицявся до Гери, слідкуючи за нею в різних місцях, поки не обернувся зозулею в Арголіді. Коли Гера взяла зозулю до рук, Зевс набув справжнього вигляду і згвалтував Геру, тож вона мусила вступити з ним в шлюб.
На їхнє весілля різні боги піднесли свої дари. Гея подарувала золоту яблуню, яку Гера посадила в саду на далекому Заході. Шлюбну ніч тривалістю в 300 років Зевс і Гера провели на Самосі. Час від часу богиня купалася в струмку з назвою Кана, що в Аргосі, повертаючи собі незайманість.
Від Зевса Гера народила Ареса, Гефеста й Гебу. Згідно з деякими переказами, Ареса було зачато від доторку до квітки, а Гебу — від доторку до листя салату. Також є думка, що Гефеста вона народила від Талоса, небожа Дедала, або шляхом чуда, як і інших дітей. Зевс не повірив у це, поки Гера не поклялася у вірності йому водами річки Стікс.
Як дружина Зевса, Гера мала велику владу і за своєю волею могла наділити будь-яку істоту, звіра чи людину, даром пророцтва.
Гера була ревнивою до Зевса, котрий постійно зраджував їй, і нерідко мстилася і збиткувалася з нього, переважно інтригами і зв'язками з іншими богами, не шкодячи Зевсу безпосередньо. Так вона перешкоджала сину Зевса від Алкмени, Гераклу, виконати подвиги заради безсмертя. За деякими міфами, Гера іноді викрадала пояс Афродіти, аби розпалити в чоловікові пристрасть і ослабити його волю.
Одного разу Гера влаштувала змову проти Зевса, аби позбавити його влади. Боги-олімпійці приєдналися до неї та зв'язали сплячого Зевса ременями з сотнею вузлів. Коли олімпійці вже обговорювали, кому стати новим верховним богом, нереїда Фетіда, щоб не допустити міжусобиці, викликала гекатонхейра Бріарея, котрий визволив Зевса. Той покарав Геру, підвісивши її за руки на золотих ланцюгах до неба, а до ніг прив'язав важкі ковадла. Попри обурення решти богів, ніхто не наважився звільнити Геру. Зевс дав їй свободу тільки коли почув від Гери клятву більше не влаштовувати повстань проти нього. Решту богів Зевс помилував, тільки найсильніших, Аполлона й Посейдона, відіслав на рік служити цареві Лаомедонту.

## Культ Гери

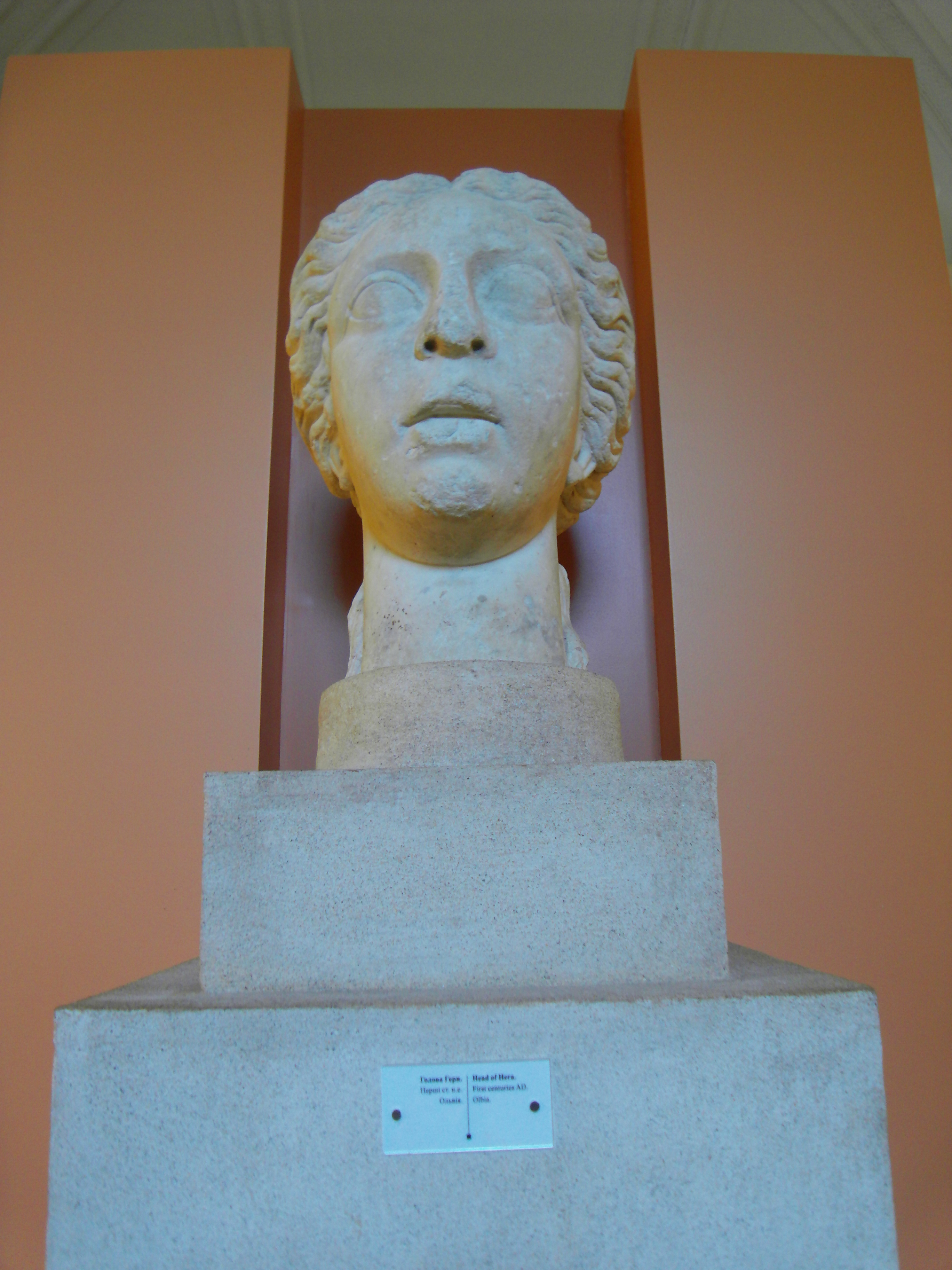
Голови Гери з Ольвії, Одеський археологічний музей

Гера, цариця Неба, вважалася покровителькою жінок. Їй молилися жінки і дівчата в день шлюбу, вона опікувалася материнством і втішала вдів.
Храми богині були в Мікенах, Аргосі, Спарті, Коринфі, Самос, Платеях, Олімпії, Керкірі й інших містах. У прадавні часи уособленням Гери був простий стовп або колода. Пізніше її зображували як поважну матрону величної вроди. Такою зобразив Геру Поліклет у колосальній статуї із золота й слонової кістки, що стояла в храмі богині в Аргосі; там через кожні 5 років на її честь улаштовувалися свята — гереї. У коротких сорочках, з розпущеним волоссям дівчата змагалися у бігу. Переможниця діставала нагороду — маслинову гілку й шматок печінки з жертовних тварин.
Римляни ототожнювали Геру з Юноною, котра мала храм біля Капітолія, головного центру її культу. Тут же містилася святиня Капітолійської Трійці: Юпітера, Юнони й Мінерви.

## Атрибути
Обов'язковим атрибутом Гери виступала діадема, як символ того, що вона головна з богинь. Присвяченою їй твариною вважається павич; пара павичів везе її колісницю.
Гера могла надягати Пояс Афродіти, позичений у богині, який наділяв її здатністю причарувати будь-якого чоловіка.
В античності їй надавали ще два атрибути — гранат (безліч зерен якого символізує родючість) і скіпетр, увінчаний зозулею (емблема шлюбу, який не виправдав надій). Зозуля також була її священним птахом.

## Гера в мистецтві
З античних скульптур Гері присвячені «Гера Фарнезе» та «Юнона Лудовізі»; на деяких рельєфах (Парфенон) Гера зображена поруч із Зевсом. У вазописі відтворено сцени з Іо, Парісом тощо. У європейському живописі мотиви міфів про Геру знаходимо в творах Рубенса, Пуссена, А. Карраччі. У музиці до образу Гери зверталися І. І. Фукс, Дж. Б. Бонончіні, С. Майр.

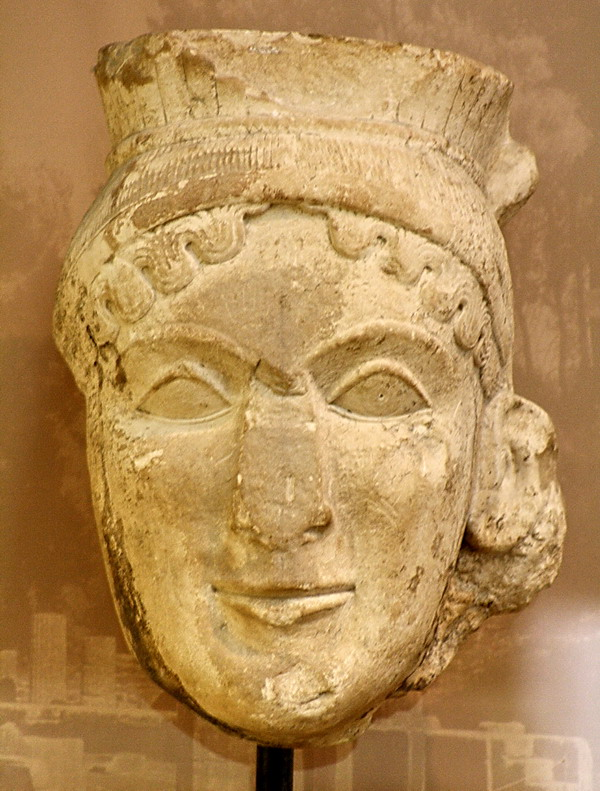
Голова статуї Гери з храму Гери в Олімпії, вапняк, бл. 600 р. до н. е.
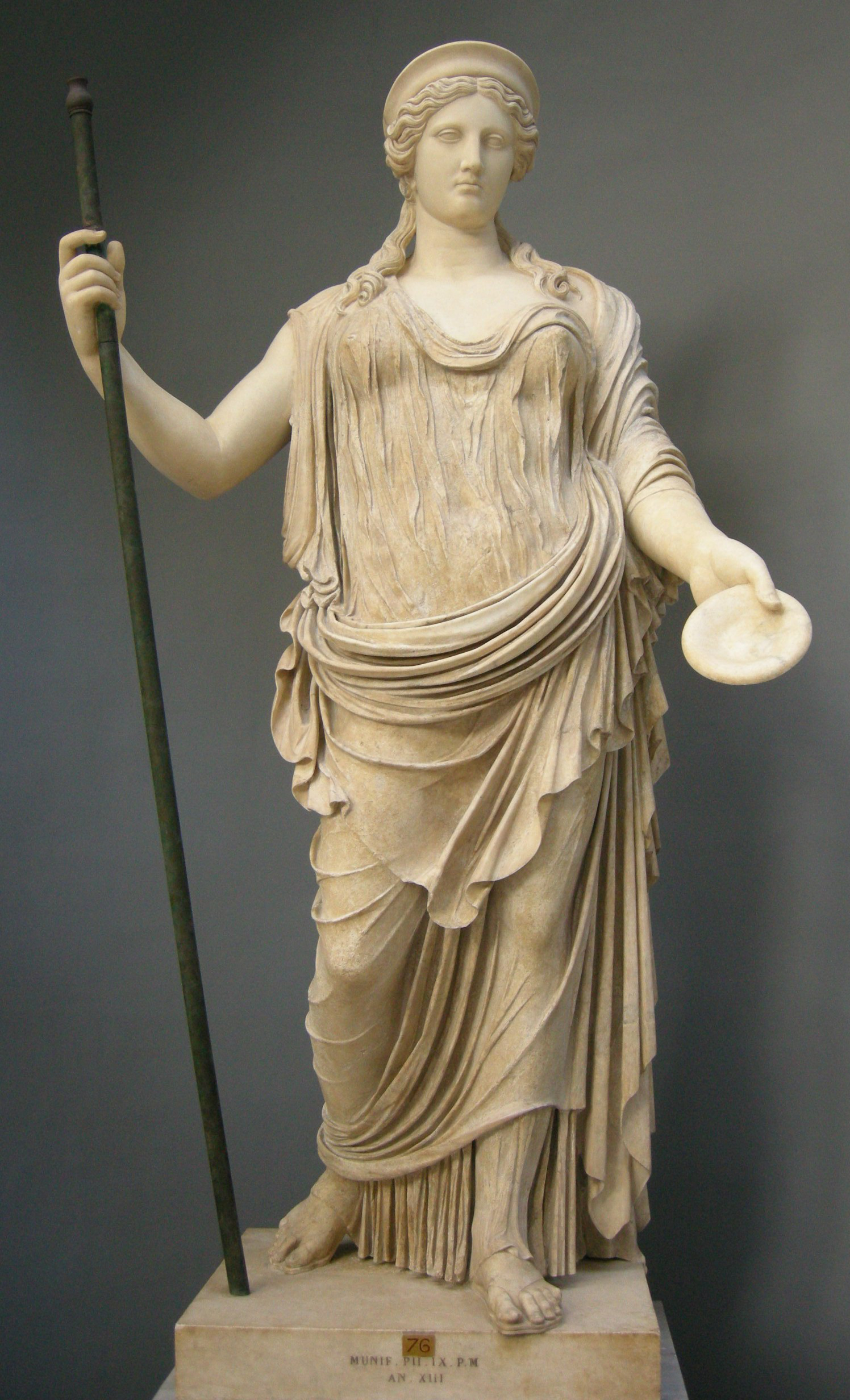
Гера Барберіні
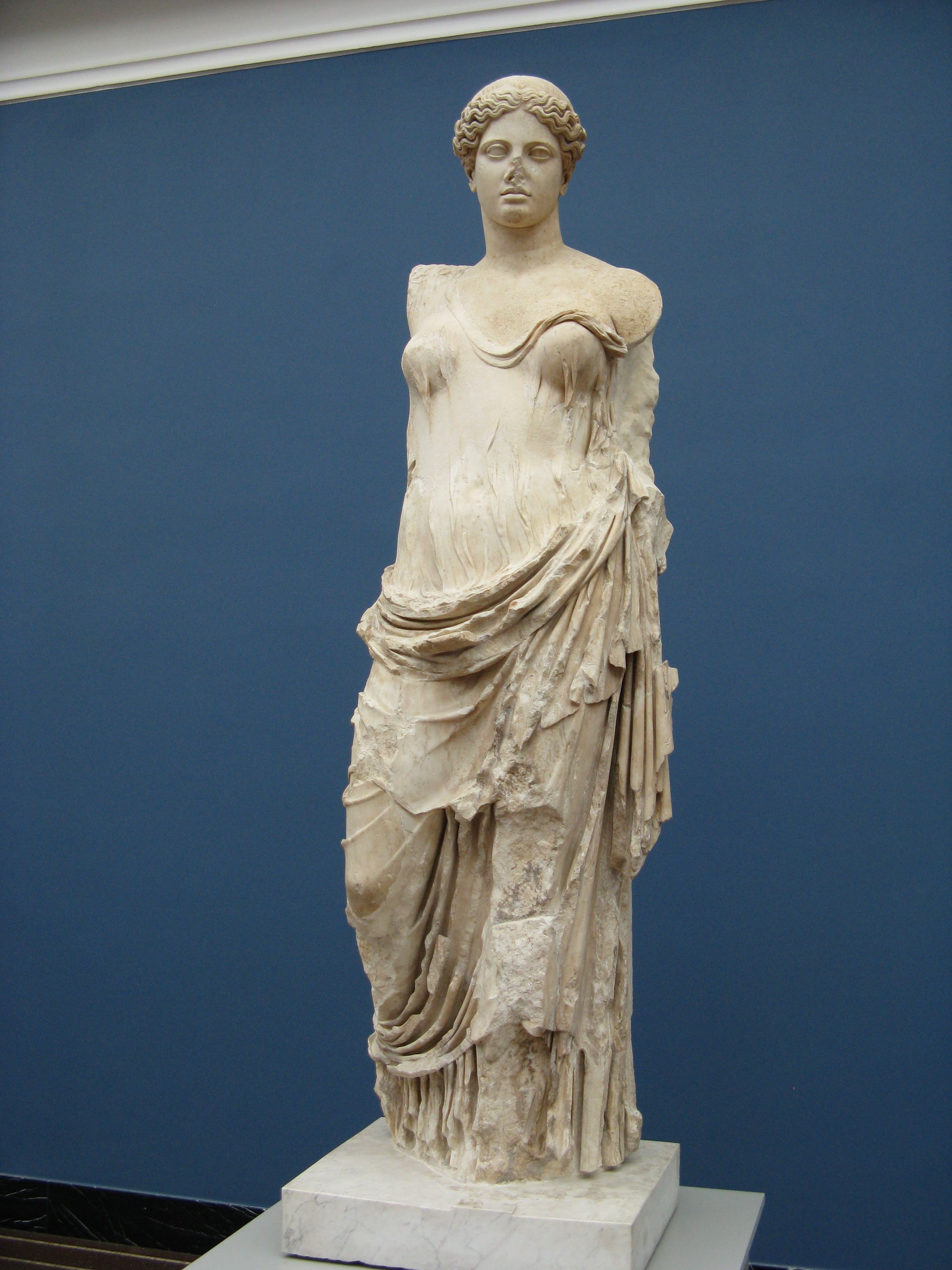
Гера Боргезе
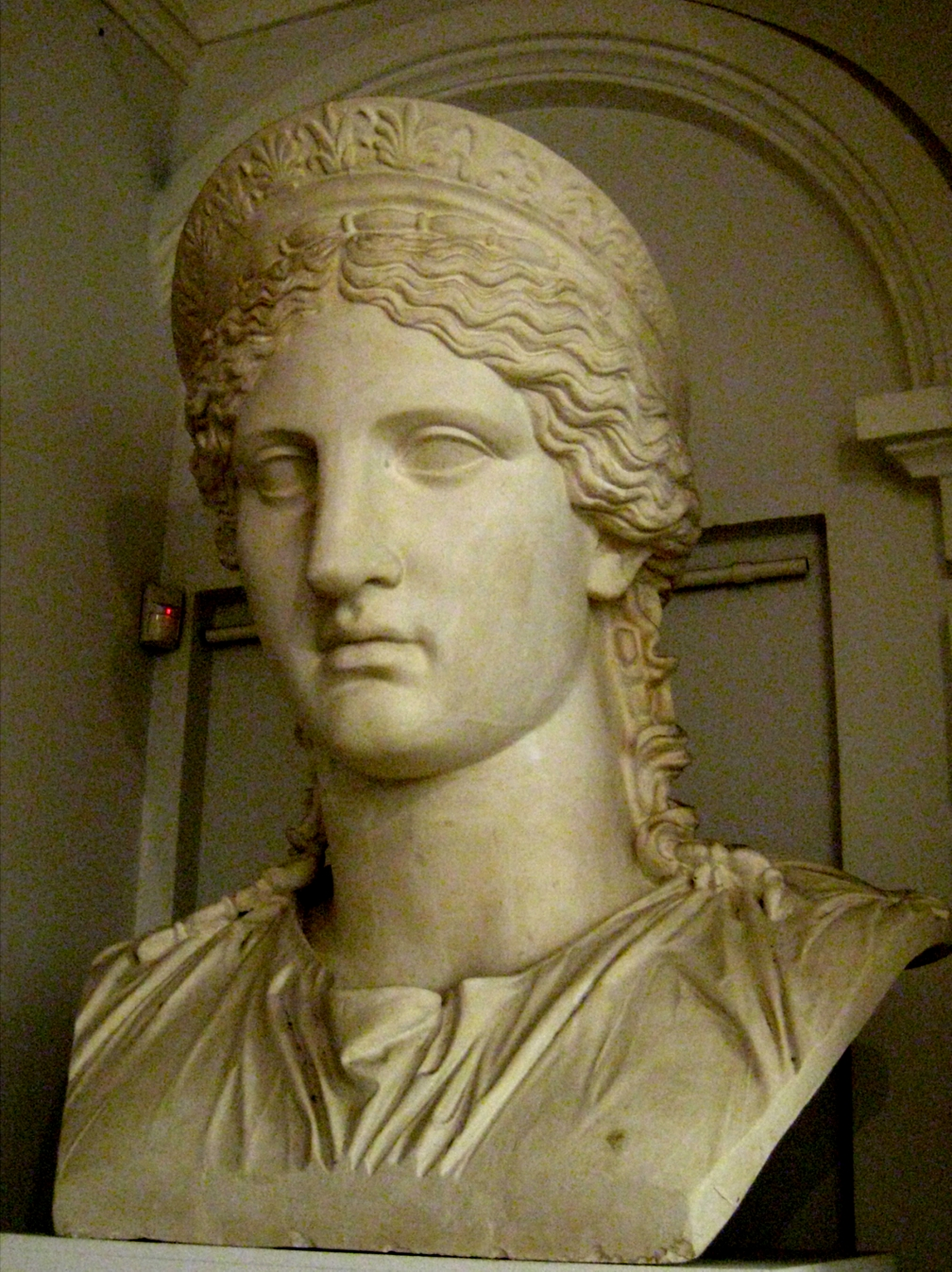
Гера Людовізі
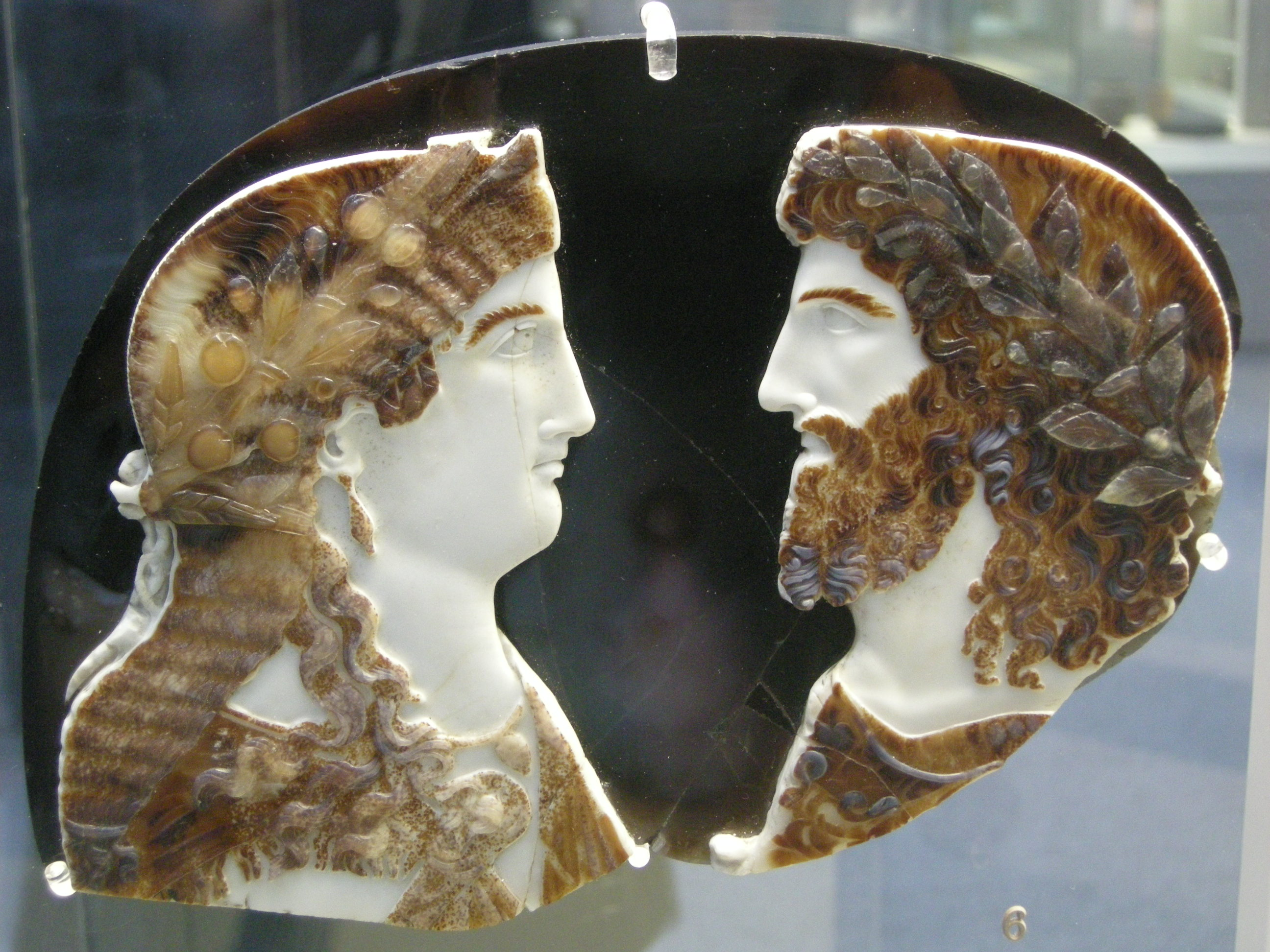
«Зевс і Гера», камея, I століття